# 木島駅
木島駅（きじまえき）は長野県飯山市大字木島字海田にあった長野電鉄河東線（木島線）の駅 (廃駅) である。現在は長電バスのバスターミナルとなっている。

## 歴史
- 1925年（大正14年）7月12日：開業[1][2]。
- 1968年（昭和47年）3月1日：貨物営業廃止[2]。
- 1982年（昭和57年）
  - 3月31日：小荷物営業廃止。
  - 9月13日：台風第18号により駅の北側を流れる樽川の堤防が決壊し、木島駅が水害を受ける。
- 1999年（平成11年）8月1日：無人化[2]。
- 2002年（平成14年）3月31日：廃線に伴い廃駅[1][2]。

## 駅構造
単式ホームと駅舎側に切り欠き状のホームを持つ1面2線のホームを持つ地上駅。駅舎はホーム西側にあり、入口はこの1ヵ所だけであった。有人駅として営業してきたが、末期は無人駅となった。線路の終端は木造のスノーシェルターがついた1線式の車庫があり、冬季の車輌留置に使用された。
マイカー時代となる以前は電車から乗り継ぐ野沢温泉方面への結節点として賑わった。
現在は長電バス飯山営業所（旧・信州バス本社営業所）が併設されている。
旧駅舎は廃線後も野沢温泉・飯山駅方面などへの長電バスのバスターミナルの窓口・待合室として利用されていたが、新しい営業所と待合所の使用開始に伴い2018年に解体された。

### のりば
| 番線 | 路線       | 方向       | 行先                   |
| ---- | ---------- | ---------- | ---------------------- |
| 1    | （留置線） | （留置線） | （留置線）             |
| 2    | ■河東線    | 上り       | 信濃安田・信州中野方面 |
| 3    | ■河東線    | 上り       | 信濃安田・信州中野方面 |

- 3番線は2番線を切り欠いた頭端式ホームで、旅客列車の発着はほとんど無かった。末期には保線車両の留置にも使われた。

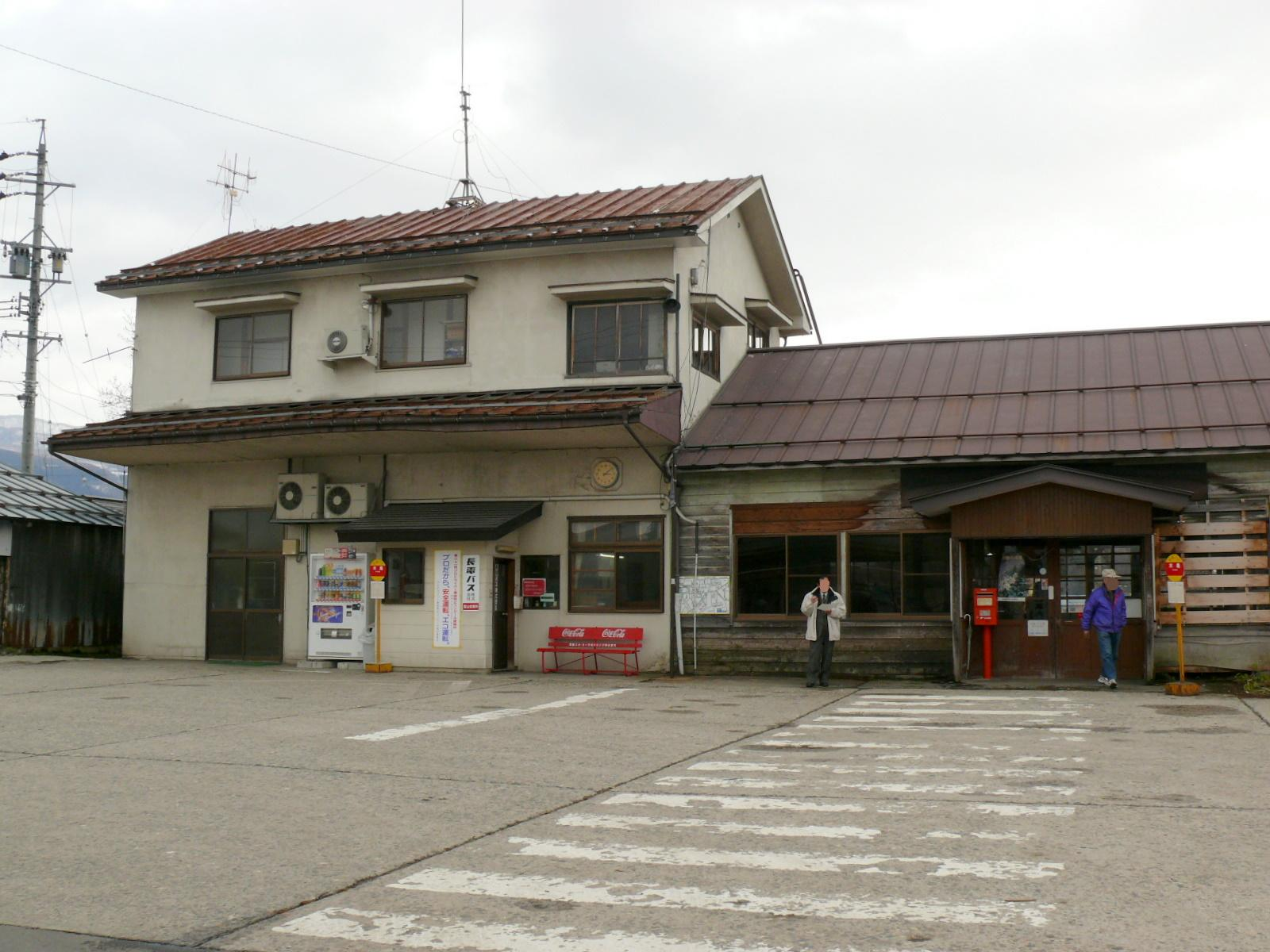
廃線後バスターミナルとして利用されていた旧駅舎（2009年撮影、2018年解体）
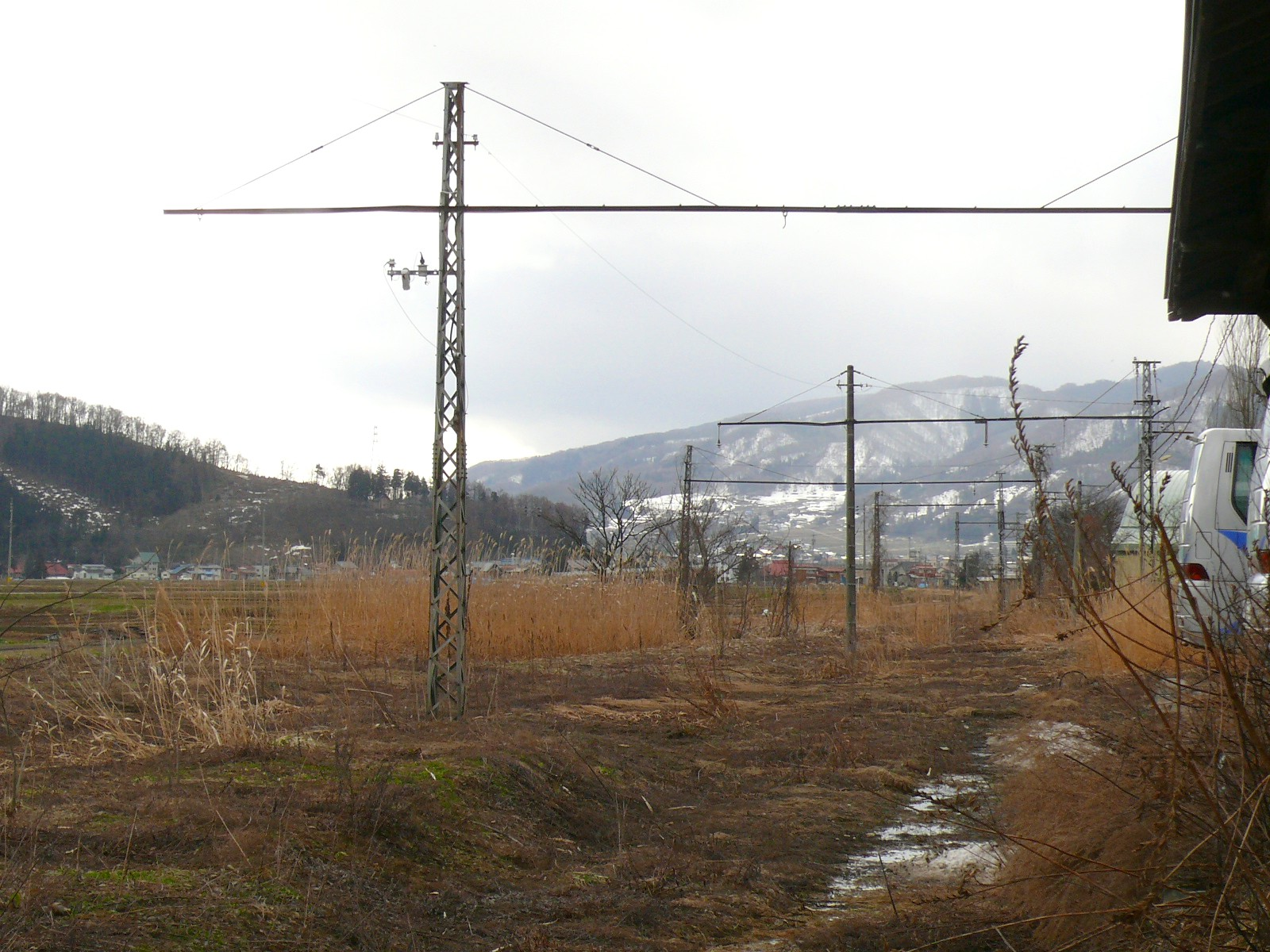
廃線後の駅構内。奥は信州中野方面（2009年撮影）
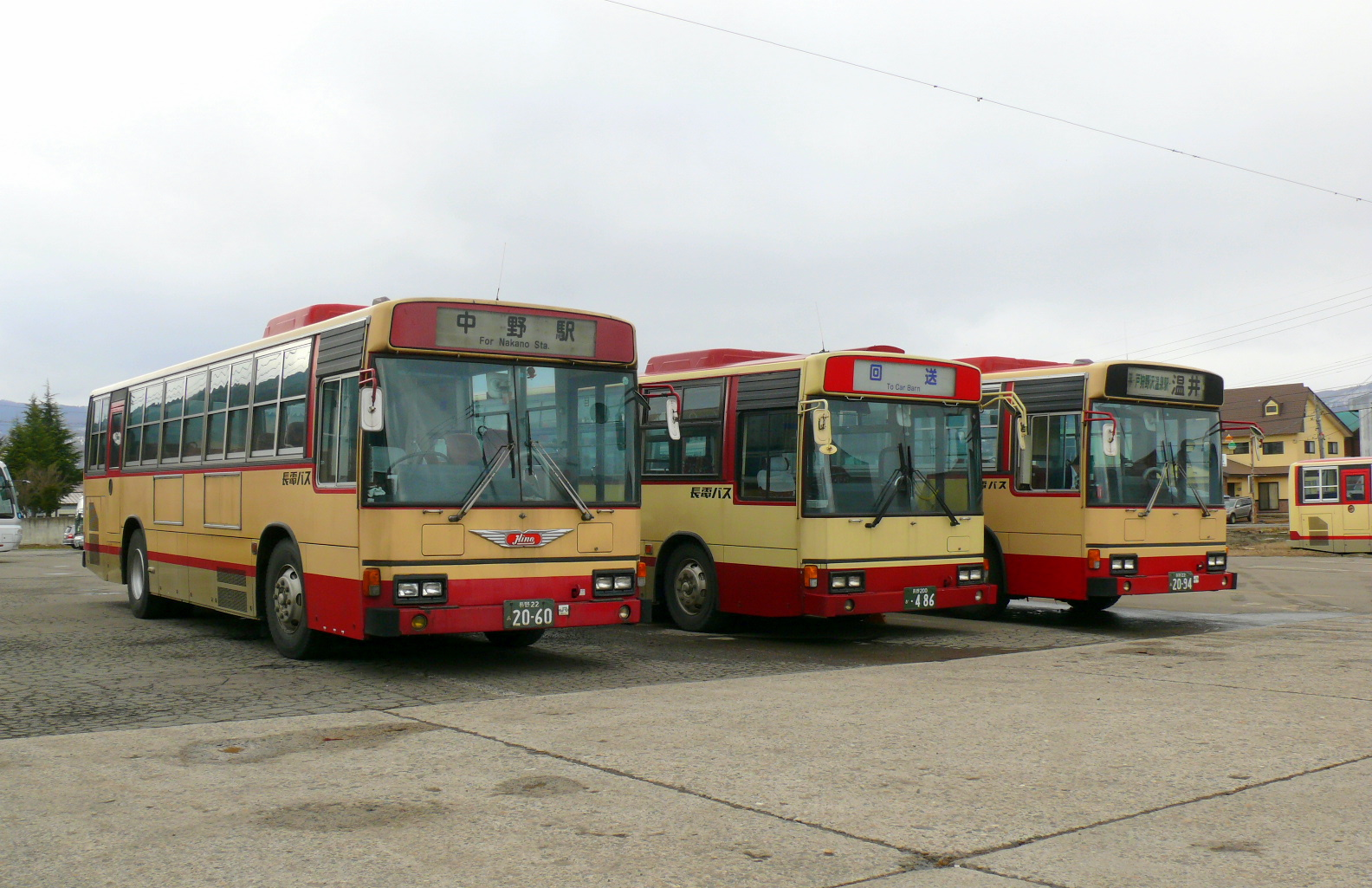
バス営業所が併設されており、駅前には長電バスの車両が待機する。（2009年撮影）

## 駅周辺
- 飯山観光ハイヤー
- ながの農業協同組合木島店
- 飯山市立木島小学校
- 長野県飯山養護学校
- 飯山市木島公民館
- 岳北消防本部飯山消防署
- 長野県道354号馬曲木島停車場線 - 駅廃止後もそのままの名称で存続している。
- 国道403号
- 千曲川

## バス路線
長電バス
- 中野木島線（長野電鉄木島線代替バス）[3]
  - （立志館高校） - 中野駅 - 北信病院 - 若宮 - 高社中学校 - 柳沢 - 田上 - 木島 - 飯山駅
  - 中野駅 - 北信病院 - 若宮公民館 - 高社中学校 - 柳沢 - 田上 - 木島 - 日赤 - 飯山駅
- 野沢線[4]
  - 飯山駅 - （日赤） - 本町 - 木島 - 中村 - 野沢温泉[注釈 1] - 野沢グランドホテル
- 温井線[4]
  - （木島） - 飯山駅 - （日赤） - 本町 - 飯山高校 - 戸狩野沢温泉駅 - （戸狩温泉スキー場） - 二ツ宮 - （温井） - （柄山）

上記以外にも飯山市のデマンドタクシー「菜の花タクシー」、および木島平村のデマンド交通「ふう太号」が発着している（事前に電話予約が必要）。

## 廃止後
廃止直後から線路や架線などは撤去されたが、それ以外の設備は長らく存在し続けた。駅舎はバスの営業所や待合室に使用されたが、旧駅構内にソーラーパネルが設置され、旧駅舎は老朽化のため2018年に解体された。旧駅前広場には解体された同時期に新しい営業所と待合室が建設された。

## 隣の駅
長野電鉄
■河東線（木島線）
信濃安田駅 - 木島駅